# Jack Tramiel
Jack Tramiel (polaco: Idek Trzmiel, Trzmiel significa "abejorro"; 13 de diciembre de 1928 — 8 de abril de 2012) fue un empresario estadounidense, nacido en Polonia, famoso por fundar Commodore International, el fabricante del Commodore PET, Commodore 64, Commodore 128, y los computadores personales Commodore Amiga, y después presidente y CEO de Atari Corp.

## Primeros años
Tramiel nació en 1928 en Łódź, Polonia, como Jacek Trzmiel, dentro de una familia judía.
Después de la invasión Nazi en 1939, su familia fue llevada al gueto de Łódź, donde trabajó en una fábrica de ropa. Cuando los guetos fueron liquidados su familia fue enviada al campo de concentración de Auschwitz. Fue examinado por el Dr. Mengele y elegido para un grupo de trabajo, después del cual él y su padre fueron enviados al campamento de trabajo Ahlem cerca de Hanover, mientras su madre permaneció en Auschwitz. Como muchos otros reclusos, su padre fue reportado que murió de tifus en el campo de trabajo. Sin embargo, Tramiel cree que fue asesinado con una inyección de gasolina. Tramiel fue rescatado del campamento de trabajo en abril de 1945 por la División 84 de Infantería.
En noviembre de 1947, Tramiel emigró a los Estados Unidos y pronto se alistó en el ejército. donde aprendió a reparar equipos de oficina, incluyendo máquinas de escribir.

## Commodore

### Máquinas de escribir y calculadoras
En 1953, mientras trabajaba de taxista, compró una tienda en el Bronx para reparar maquinarias de oficina, obteniendo un préstamo de $25.000 para el negocio, del ejército, y la llamó Commodore Portable Typewriter.
En 1955, Tramiel firmó un acuerdo con una compañía checoslovaca para ensamblar y vender máquinas de escribir en Estados Unidos. Esto presentaba un problema, ya que Checoslovaquia era parte del Pacto de Varsovia, y había restricciones de importación, así que Tramiel creó Commodore Business Machines en Toronto.  Tramiel quería para su empresa un nombre de estilo militar, pero nombres como los de Admiral (Almirante) y General ya estaban registrados, por lo que estableció el nombre Commodore (Comodoro).
En 1962, Commodore se hizo pública, pero la llegada de las máquinas de escribir japonesas al mercado de los Estados Unidos hizo que la venta de máquinas de escribir checoslovacas no fuera rentable. Luchando por dinero efectivo, la compañía vendió el 17% de sus valores por $400.000 al hombre de negocios Irving Gould. Tramiel usó el dinero para relanzar la compañía en el negocio de las máquinas de sumar, que fue rentable por un tiempo antes de que los japoneses también entraran en ese campo. Picado dos veces por la misma fuente, Gould sugirió que Tramiel viajase a Japón para aprender por qué ellos fueron capaces de sacar de competición a los estadounidenses en sus propios mercados locales. Fue durante este viaje que Travel vio las primeras calculadoras digitales, y decidió que la máquina de sumar mecánica era un callejón sin salida.
Cuando Commodore lanzó sus primeras calculadoras, combinando una pantalla led de Bowmar y un circuito integrado de Texas Instruments (TI). encontró un mercado listo. Sin embargo, después de darse cuenta lentamente del tamaño del mercado, TI decidió sacar de en medio a Commodore, y lanzó sus propias calculadoras a un precio por debajo del costo de solo los chips para Commodore. Una vez más, Gould rescató a la compañía, inyectando 3 millones de dólares, lo que permitió a Commodore comprar MOS Technology, Inc., un manufacturador de semiconductores y diseñador de ICs, una compañía que también había suplido a Commodore con ICs de calculadoras. Cuando su diseñador principal, Chuck Peddle, le dijo a Tramiel que las calculadoras eran un callejón sin salida y los computadores eran el futuro, Tramiel le dijo que construyera uno para probar el punto.

### Computadores caseros
Peddle respondió con el Commodore PET, basado en el procesador MOS Technology 6502. Fue mostrado públicamente por primera vez en el Chicago Consumer Electronics Show en 1977, y pronto la compañía estaba recibiendo 50 llamadas al día de los distribuidores que querían vender la computadora. El Commodore PET llegaría a ser un éxito - especialmente en el campo de la educación, donde su diseño todo en uno fue una importante ventaja. Mucho del éxito con el Commodore PET vino de la decisión de negocio de vender directamente a clientes grandes, en vez de la venta a ellos a través de una red de distribuidores. Las primeras computadoras Commodore PET fueron vendidas primariamente en Europa, en donde Commodore también había introducido la primera ola de calculadoras digitales de mano.
A medida que los precios cayeron y el mercado maduró, la pantalla monocromática del PET, de texto verde sobre fondo negro, estaba en desventaja en el mercado cuando se comparaba con máquinas como el Apple II y el Atari 800, que ofrecían gráficos de color, y se podían conectar a un televisor como pantalla barata. Commodore respondió con el VIC-20, y luego el Commodore 64, que llegaría a ser el computador personal de mejor ventas de todos los tiempos [citación necesaria]. El Commodore VIC-20 fue el primer microcomputador en vender un millón unidades. El Commodore 64 vendió varios millones de unidades. Fue durante este tiempo que Tramiel acuñó la frase famosa, "nosotros necesitamos construir computadores para las masas, no las clases".

## Atari
En enero de 1984, Tramiel renunció a Commodore, debido a un desacuerdo "sobre los principios básicos-cómo dirigir la compañía". Después de un corto descanso de la industria del computador, creó una nueva compañía llamada Tramel Technology, Ltd., con el propósito de diseñar y vender un computador personal de nueva generación.
La compañía fue llamada Tramel para ayudar a asegurar de que la pronunciarían correctamente (es decir, "tra - mel" en vez de "tra - miel").
En 3 de julio de 1984, Tramel Technology compró la División del Consumidor de Atari Inc. perteneciente a Warner Communications. La división había caído en tiempos difíciles, debido a la Crisis del videojuego de 1983. Entonces, TTL fue renombrada como Atari Corporation.
A finales de los 80, Tramiel decidió alejarse de las operaciones cotidianas en Atari, nombrando a su hijo, Sam, presidente y director general (CEO). En 1995, Sam sufrió un ataque al corazón, y su padre retornó para supervisar las operaciones. En 1996, Tramiel vendió Atari al manufacturador de discos Jugi Tandon Storage en un tratado de fusión reversa. La nueva compañía fusionada fue llamada JTS Corporation, y Tramiel se unió a la directiva de JTS.

## Últimos años
Tramiel fue el cofundador del Museo del Holocausto, el cual abrió en 1993. Fue, junto con muchos otros supervivientes del campo de trabajo de Ahlem, localizado por el veterano del ejército de los Estados Unidos Vernon Tott, que estuvo en la división 84 de infantería que rescató a los supervivientes del campo y que había tomado y guardado fotografías de al menos 16 de los supervivientes hasta 2003. Tott, quien murió de cáncer en 2005, fue personalmente conmemorado por Tramiel con una inscripción en uno de los muros del Museo del Holocausto que reza "A Vernon W. Tott, mi liberador y héroe".
Jack Tramiel se retiró y vivió en Monte Sereno, California, con su esposa Helen, con la cual se casó en 1947 un poco después de su inmigración de Polonia. Tuvo tres hijos: Sam (nacido en 1950), Leonard (nacido en 1955 o 1956), y Garry (nacido en 1959 o 1960). La familia Tramiel también tiene varios nietos.
Jack Tramiel murió el 8 de abril de 2012 de un ataque al corazón a la edad de 83 años. Le sobrevivieron su mujer, Helen, y sus tres hijos.